# 오만둥이
오만둥이는 측성해초목 미더덕과에 속하는 무척추동물이다. 주름미더덕, 오만디, 오만득이, 만득이 등으로도 불린다.
옅은 회색·황색을 띠고 있으며 2~5mm정도의 두께이다. 생김새와 크기, 서식 환경, 산란 및 부착시기 등이 미더덕과 비슷하다. 7~9월에 산란하고 10~12월이 주 성장기이다.
미더덕보다 향이 옅지만 씹는 맛이 좋아 식용된다. 한국에는 경남 통영 일대에서 양식하고 있는데, 인위적으로 도입된 외래종이며 기존 생태계에 피해를 주는 것으로 알려져 있다.

## 참고 문헌
1. ↑  김사흥 (2010년 12월 13일). “미더덕”. 국립생물자원관.